# Anagumang
Anagumang est un navigateur légendaire qui a voyagé vers les Palaos et en a rapporté différents moyens d'échange, répondant à la définition de monnaie, dont la monnaie de pierre.

## Récits des origines de la monnaie de pierre

### Anagumang, seul vers les Palaos

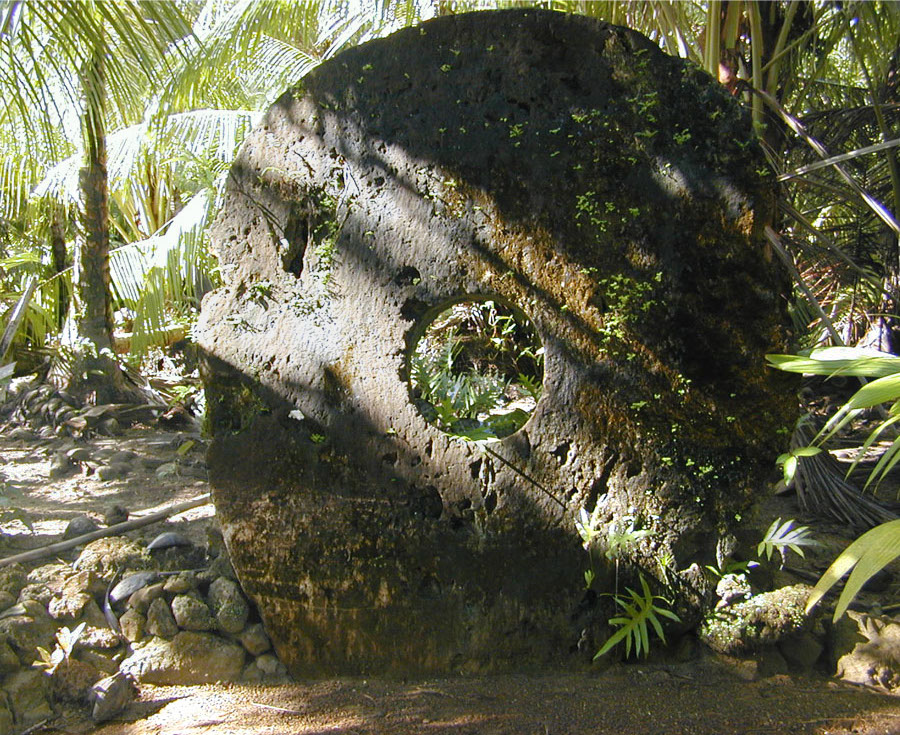
Une grande monnaie de pierre dans le village de Gachpar dans les îles Yap.

Plusieurs légendes avec Anagumang comme personnage central ont trait à l'origine de la monnaie de pierre. Une histoire yapaise rapporte qu'un homme de Yap, Anagumang, instruit par la divinité Le-gerem prend avec lui sept hommes — un nombre parfait dans la tradition yapaise — et les emmène dans l'île mythique de Magaragar au sud des Palaos où ils trouvent une pierre brillante. Ils la travaillent d'abord sous la forme d'un poisson, puis essayent le croissant de lune et enfin la pleine lune. Cette dernière forme est approuvée par la divinité et les Yapais la jugent parfaite après y avoir pratiqué un trou central. Le symbole de la lune et de ses stades est souvent présent dans les histoires yapaises. Dans d'autres versions, la forme d'un lézard ou d'une tortue est également essayée ou bien la forme est directement obtenue. Selon une variante, les Yapais ont également trouvé sur place en abondance des valves de coquillages nacrés qu’ils adoptent comme un autre moyen d'échange (le yar), et des valves de coquillages de l'espèce Tridacne géant utilisés pour faire des pilons de cérémonie (le Ma),.
Une autre légende raconte que la découverte des carrières est le fruit du hasard. Un groupe de pêcheurs emporté par une tempête atteint accidentellement les Palaos. D'après un premier récit, leur chef Anagumang ordonne à ses hommes de couper la pierre en une forme de poisson, mais celle-ci étant insatisfaisante — probablement parce qu’elle était difficile à transporter —, ils sculptèrent des morceaux en forme de pleine lune et les perforèrent pour y passer un tronc pour l'acheminement, chaque extrémité reposant sur les épaules d'un homme.

### Le voyage d'Anagumanget deFatha'an
Un récit rapporte que la toute première expédition aux Palaos, œuvre de Fatha'an, originaire de Rull et de Anagumang habitant Tomil, a pour objectif de trouver des moyens d'échanges. Ils estiment que la pierre qu'ils ont trouvé sur l'île légendaire de Ngermdiu, après plusieurs essais de forme, et l'ouverture d'un trou central pour le passage d'un poteau pour la transporter, convient. Anagumang incite Fatha'an, qui a fini de tailler ses pierres en premier, à retourner aux îles Yap. Pressentant que Anagumang prépare un mauvais coup, il fait mine de partir et se cache non loin. En effet, quelques jours plus tard, un typhon invoqué grâce à la magie par Anagumang balaie l'océan. Fatha'an attend que Anagumang soit en haute mer et invoque lui-même un typhon pour engloutir ou séparer les radeaux transportant les pierres et les canoës véhiculant les hommes. Malgré tout, Anagumang parvient à ramener quelques pierres à bon port. Fatha'an rapporte les siennes et récupère en cours de route quelques-unes de celles de son rival retrouvées isolées en mer sur leurs radeaux.

## Récits des origines duGau
Dans un récit épique, Anagumang et Tielop embarquent pour les Palaos où ils atteignent Ganat, identifiée comme une île au sud. Au cours de leurs péripéties, Anagumang rapporte aux chefs de Tamil de la monnaie de coquillage nommée Gau. Un autre récit rapporte la façon dont Anagumang, par l'utilisation de la magie, a volé les ornements précieux des femmes de l'île dont le Gau.